# Ben Turner (ciclista)
Benjamin Elliott Turner (Doncaster, 28 de mayo de 1999), conocido como Ben Turner, es un ciclista profesional británico que milita en las filas del conjunto INEOS Grenadiers.

## Palmarés

### Ciclocrós
2018-2019
- 2.º en el Campeonato del Reino Unido de Ciclocrós

### Ruta
2023
- Vuelta a Murcia[1]

2025
- 1 etapa del Tour de Polonia

## Resultados en Grandes Vueltas y Campeonatos del Mundo
| Carrera         | Carrera         | 2020 | 2021 | 2022  | 2023 | 2024  | 2025  |
| --------------- | --------------- | ---- | ---- | ----- | ---- | ----- | ----- |
|                 | Giro de Italia  | —    | —    | —     | —    | —     | 120.º |
|                 | Tour de Francia | —    | —    | —     | Ab.  | 115.º | —     |
|                 | Vuelta a España | —    | —    | 72.º  | —    | —     | —     |
| Mundial en Ruta | Mundial en Ruta | —    | —    | 100.º | Ab.  | —     | —     |

—: no participa
Ab.: abandono